# 十地
十地（じっち、じゅうじ）は、菩薩が修行して得られる菩薩五十二位の中、下位から数えて第41番目から第50番目の位をいう。十廻向の上位であり等覚より下位にあたる。上位から法雲・善想・不動・遠行・現前・難勝・焔光・発光・離垢・歓喜の10位がある。
仏智を生成し、よく住持して動かず、あらゆる衆生を荷負し教化利益する様子が、大地が万物を載せ、これを潤益（にょうやく）することに似ているから地（梵: Bhūmi）とと名づく。 

## 一覧
十地経で示されるリストは以下の通り。
法雲地（ほううんじ）
智慧波羅蜜を成就して修惑を断じ、無辺の功徳を具足して無辺の功徳水を出生して虚空を大雲で覆い清浄の衆水を出だすためにいう。平等の原理と差別の人間とが一体となった、平等即差別、差別即平等の真如の世界。
善想地（ぜんそうじ）
力波羅蜜を成就して修惑を断じ、十力を具足し一切処において可度不可度を知り、よく説法する位。一切の修行を完成した大慈大悲の菩薩が、真理の世界から具体的な事実の世界に働きかけ個々差別の衆生を救済する。
不動地（ふどうじ）
願波羅蜜を成就して修惑を断じ、無相観を作（な）し、任運無功用に相続する位。大慈大悲の心を起す。
遠行地（おんぎょうじ）
方便波羅蜜を成就して修惑を断じ、大慈悲心を発し二乗の自度を遠離する位。十十無尽の境地に入る。この位は第二阿僧祇劫の行を終えたとする。
現前地（げんぜんじ）
智慧波羅蜜を成就して修惑を断じ、最勝智慧を発し染浄の差別なきを現前せしめる位。不退転の位で決して後戻りせず、必ず仏になる確信を得る。
難勝地（なんしょうじ）
極難勝地ともいい、禅定波羅蜜を成就して修惑を断じ、真俗二智の行相互いに違異なるを和合せしめる位。四諦の法門の外に大乗の法門を学び、利他行に取り組む。
焔光地（えんこうじ）
焔慧地ともいい、精進波羅蜜を成就して修惑を断じ、智慧を熾盛に光らしめる位。個々の物に対する執着心を離れ、その功徳として四方を照らす。
発光地（はっこうじ）
忍辱波羅蜜を成就して修惑を断じ、諦察法忍を得て智慧を顕発する位。精進の結果、その功徳として光を放ち十種の法明門を行う。
離垢地（りくじ）
戒波羅蜜を成就して修惑を断じ、毀犯の垢を除き清浄ならしめる位。十の善を行い、心の垢を離れる。
歓喜地（かんぎじ）
菩薩が既に初阿僧祇劫の行を満足して、聖性を得て見惑を破し、二空の理を証し大いに歓喜する位。仏法を信じ、一切衆生を救済しようとの立願を起こし、ついには自らも仏になるという希望を持ち歓んで修行する。